# إنجيبورغ لانغ
إنجيبورغ لانغ (بالألمانية: Inge Lange) (1927 - 2013)، سياسية ألمانية وُلِدت ب ألمانيا الشرقية عام الرابع والعشرين من تموز عام 1927، كانت زعيمة قسم النساء في اللجنة المركزية لحزب الوحدة الاشتراكي الحاكم في ألمانيا.

## روابط خارجية
- إنجيبورغ لانغ على موقع مونزينجر (الألمانية)
- إنجيبورغ لانغ على موقع ديسكوغز (الإنجليزية)